# Nils Lundahl
Nils Lundahl, född 23 maj 1858 i Kverrestad, Skåne, död 16 juni 1940 i Lund, var en svensk skolman.
Lundahl tog folkskollärarexamen i Lund 1878, var folkskollärare där 1878–1912, lärare vid Lunds högre folkskola 1912–1917, och var pedagogisk inspektor för sinnesslöundervisningen i Sverige 1915–1927. Lundahls pedagogiska skolning, praktiska läggning och stora organisationsförmåga medförde en rik verksamhet utanför hans egentliga lärargärning, i synnerhet inom folkbildningsarbetet, bland annat som sakkunnig angående omläggning av den populärvetenskapliga föreläsningsverksamheten 1910, föreläsningskonsulent 1911-27 och föreståndare för Centralbyrån i Lund för populärvetenskapliga föreläsningar, i organisationskommittén för sommarkurserna från 1894 och en rad andra uppdrag. Han blev filosofie hedersdoktor vid Lunds universitet 1927. Bland Lundahls skrifter märks Läsebok för folkskolans högre klasser (1900, tillsammans med Henrik Schück) och Räknebok för folkskolan (1899-, tillsammans med J. Möller och L. T. Larsson). Lundahl medverkade i Svensk uppslagsbok under signaturen N.Lhl.